# Antoni Ribot i Fontseré
Antoni Ribot i Fontseré (Vic, 1813 – Madrid, 1871) fou un metge, sobretot conegut per la seva obra poètica en castellà i les seves traduccions literàries en aquesta llengua.

## Biografia
Fill del també metge Joan de Déu Ribot i Mas.* Va estudiar humanitats i retòrica a les Escoles Pies de Barcelona i tres anys de filosofia al Seminari Conciliar. Assistí entre els anys 1826 i 1828 als cursos de física de l'Escola de Física de la Junta de Comerç de Barcelona, sota el professorat de Pere Vieta, i de botànica i agricultura a l'Escola de Botànica d'aquesta mateixa institució, sota la direcció de Joan Francesc Bahí. També estudià matemàtiques a la Reial Acadèmia de Ciències Naturals i Arts sota el mestratge d'Isidor Gallardo. Va estudiar medicina i cirurgia a Barcelona. Dirigí el Col·legi de Medicina i Cirurgia de Barcelona. Va ser membre del Cercle Medical de Montpellier i de l'Academia de San Carlos de Madrid.
De ben jove es va interessar per la literatura i participà activament en la política, amb idees molt avançades que difon en articles publicats en diversos diaris. Milità en el Partit Progressista, i això motivà que fos objecte de diverses persecucions. El 1837 va ser deportat a Cuba. Després de seixanta dies de viatge, va ser tancat amb set companys a la presó pública de l'Havana. Després d'estar allí disset dies incomunicat el van transportar a l'illa de Pinos. Malgrat la vigilància i les tortures a què el va sotmetre el capità general de Cuba, Miguel Tacón, es va poder evadir del penal de Pinos en 1840 i marxà a Nova Orleans. L'any següent, via França, tornà a Espanya. En 1844, s'estableix a Madrid i desenvolupa una intensa activitat literària i política. De novembre de 1854 a maig de 1855, fou diputat a Corts per Barcelona. Fou nomenat director de la Biblioteca Nacional i Comissionat per a la Investigació dels Arxius de la Nació Espanyola.
Va escriure nombroses poesies i obres de teatre, així com col·laboracions a la premsa de l'època; destacà en el gènere satíric. Fa servir el pseudònim “El trovador de Laletania” en els articles d' El vapor i "Lo gaiter del Llobregat" a Diario de Barcelona. Col·labora en revistes i en dirigeix algunes: La risa, El Dómine Lucas, El espectador, La península, La cotorra i El museo universal. A Barcelona, dirigeix La actualidad (1852) i El látigo (1854-1856).
Va fer tasques de traductor, i en destaquen les traduccions al castellà d'autors francesos com Jules Verne i Victor Hugo. La seva única aportació escrita a la ciència va ser la traducció del tractat del metge francès G. Bonchut Tratado de los signos de la muerte y de los medios de evitar los enterramientos en vida.

## Obres
- Los descendientes de Laomedonte y la ruina de Tarquino, poema en prosa (Barcelona: Ignacio Estivill, 1834).
- La independencia de la Suiza, tragèdia basada en l'obra Guillaume Tell de Florian (Barcelona: J. Solá, 1835).
- Poesias de D. Antonio Ribot (Barcelona: Libr. de José Solá, 1835).
- Mis flores (Barcelona: A. Gaspar y Compañia, 1837).
- Emancipación literaria: didáctica (Barcelona: Imprenta de Oliva, 1837).
- Palabras de fraternidad (Barcelona: Juan Oliveres, 1837)
- Mi deportacion: trobas maritimas y americanas, poesies (Barcelona : Gaspar y Ca., 1839)
- Cristóbal Colón o la gloria de España (València, 1840)
- Quiero hacerme bullanguero, comèdia (Barcelona: Impr. de J. Estivill, 1841).
- Poesias patrioticas y de ciscunstancias (Barcelona, 1841).
- El romancero del Conde-duque o La nueva regencia (Barcelona: Libreria de Ignacio Oliveres, 1842).
- Poesías escogidas (Madrid: Impr. del Tiempo, 1846).
- Solimán y Zaida o el precio de una venganza: leyenda árabe (Madrid: Libreria de Gaspar y Roig, 1849).
- La actualidad (Barcelona: Ramon de Boladeres, 1852).
- D. Juan I de Castilla, ó, Las dos coronas, novel·la històrica (Madrid: José Repullés, 1852)
- La revolucion de Julio en Madrid (Madrid: Impr. de Gaspar y Roig, 1854).
- La autonomia de los partidos, ó, Explicacion del alzamiento de julio por las leyes inherentes á los partidos mismos (Madrid: M. Minuesa, 1856)
- Paradojas y extravagancias en prosa y verso (Paris: Librería Española y Extranjera, 1867).
- El quemadero de la cruz: victimas sacrificadas por el tribunal de la Inquisición (Imprenta de P.G. y Orga, 1869).
- La Municipalidad de París y el gobierno de Versalles (Madrid: Manuel Rodríguez, 1871).